# Xylopia nervosa
Xylopia nervosa (R.E. Fr.) Maas – gatunek rośliny z rodziny flaszowcowatych (Annonaceae Juss.). Występuje naturalnie w Kolumbii, Gujanie Francuskiej, Brazylii (w stanach Acre, Amazonas i Amapá) oraz północnej części Boliwii. 

## Morfologia
PokrójZimozielone drzewo dorastające do 6 m wysokości.
LiścieMają kształt od eliptycznego do podłużnego. Mierzą 10,5–11,5 cm długości oraz 2,5–3,5 szerokości. Nasada liścia jest rozwarta lub ostrokątna. Wierzchołek jest spiczasty. Ogonek liściowy jest owłosiony i dorasta do 3–5 mm długości.
KwiatySą pojedyncze. Rozwijają się w kątach pędów. Działki kielicha mają owalny kształt i dorastają do 3–4 mm długości.
OwoceZłożone z 4–6 rozłupni. Mają elipsoidalny kształt. Osiągają 2–2,3 cm długości oraz 1,3–1,9 cm średnicy.